# Frieda Mehler
Frieda Mehler (geboren 20. Mai 1871 in Halberstadt; gestorben 5. Juli 1943 in Sobibor) war eine deutsche Dichterin und Kinderbuchautorin.

## Leben und Werk
Frieda Mehler wurde als Tochter von Dr. Ludwig Sachs und Helene Sachs, geb. Rothmann, in Halberstadt geboren. Nach dem Tod ihres Vaters kam sie zu ihrer Großmutter nach Wongrowitz in der Provinz Posen, wo sie fünfzehn Jahre (1879 bis 1894) lebte. Später siedelte sie nach Köln und danach nach Berlin um. Sie war mit Julius Mehler verheiratet. Der Rabbiner Ludwig Jakob Mehler war ihr Sohn. Sie war Mitglied des Jüdischen Frauenbunds. Am 28. Februar 1939 emigrierte sie in die Niederlande. Am 2. Juli 1943 wurde sie vom Lager Westerbork in das Vernichtungslager Sobibor deportiert, wo sie wahrscheinlich am 5. Juli 1943 ermordet wurde.
Frieda Mehler veröffentlichte zwei Gedichtbände und mehrere Kinder- und Jugendbücher. In den Gedichten, die sich vordergründig mit dem Thema Mutterschaft beschäftigen, versteckte sie deutliche Kritik am NS-Regime. Neben Erzählungen und Märchen schrieb sie für Kinder- und Jugendliche kurze Dramen und Dramoletten für die Festtage und schulische Aufführungen, die ein positives jüdisches Selbstbewusstsein vermitteln sollten.

## Publikationen
- Ein Chanuka-Traum. Die Megilla. Aufführungen für Chanuka u. Purim. Berlin, Lamm, 1910, 31 S. Digital unter: http://www.aleki.uni-koeln.de/schatzbehalter/inhalt/M/mehler_chanuka_traum_megilla.pdf
- Moaus zur jeschuossi. Gesammelte Chanuka-Aufführungen. Berlin, Lamm, 1914, 70 S. Digital unter: http://www.aleki.uni-koeln.de/schatzbehalter/inhalt/M/mehler_moaus_zur_jeschuossi.pdf
- Unser Lichtefest. 3 Chanuka-Aufführungen. Berlin, Boas Nachf., [1930], 14 S. Digital unter: http://www.aleki.uni-koeln.de/schatzbehalter/inhalt/M/mehler_unser_lichtefest.pdf
- Menorah. 3 Aufführungen. Berlin, Boas Nachf., [1931], 32 S.
- Vom Wege. Gedichte. Berlin, Levy, 1934. 31 S. Auswahl unter: https://phdj.hypotheses.org/441
- Feiertags-Märchen. Mit Zeichnungen von Dodo Bürgner. Berlin, Berthold Levy, 1935, 44 S.
- Wir. Gedichte. Berlin, Levy, 1937, 31 S. Auswahl unter: https://phdj.hypotheses.org/441